# Emanuel Aguiar
Emanuel Reis Vaz de Aguiar (Ilha da Madeira, 1959) é um pintor português.

## O Percurso
Estudou em Nova Iorque nas The Art Students League em 1978 e na National Academy of Design School of Fine Arts em 1982.
Regressa ao Funchal e desenvolve um estilo muito peculiar na pintura indo do Abstracionismo Lírico ao Surrealismo.
Nas décadas de 80 e 90 é, frequentemente, convidado pela Secretaria Regional do Turismo e Cultura tendo as suas exposições atingido recordes de visitantes. Fortemente aplaudida e severamente criticada, a sua obra plástica é uma crítica à sociedade global, estando representada em coleções privadas em Espanha, Inglaterra e Finlândia. Em Portugal, além de estar representado em coleções privadas como Fundação Mário Soares, Fundação Ouro Negro - Raul Indipwo, o Presidente da República de Portugal Professor Doutor Aníbal Cavaco Silva, detém algumas de suas obras. Tem ainda trabalhos no MAC - Museu de Arte Contemporânea do Funchal e no Universo de Memórias João Carlos Abreu, na ilha da Madeira.

## A Arte
Na sua incursão artística Emanuel Aguiar sente necessidade de apreender mais técnicas de conservação e restauro, embora, já as tivesse praticado de forma empírica e autodidacta. Este novo desafio leva-o a Itália onde estudou restauro e trabalhou em vários projetos de recuperação, nomeadamente, na Arte Sacra. Voltando à sua terra natal, o artista pauta o seu percurso pela pintura, fazendo breves apontamentos de escultura e desenvolvendo, simultaneamente, vários trabalhos de restauro, uma das suas paixões.
O facto de viver na Madeira, não foi impedimento para expor pela Europa fora. Na Finlândia participou em duas exposições, designadamente, na Galerie Valtion Taide Museo de Helsínquia e na Tuuliki Juusela oy Wom co. Lta de Vantaa, na Holanda os seus trabalhos estiveram presentes na Galerie Generaal Appelmarkt de Eindhover e na Inglaterra na Galerie Richard Meacok Richmond de Surrey e em Espanha expôs na Vélasquez Galeria de Arte de Valadolid.
Recentemente retornando à sua paixão, desenvolveu trabalhos de restauro dos tectos da Quinta da Bacalhoa, trabalhos de aplicação de folha de ouro nas estátuas de granito e pintura das estátuas de terracota da Quinta dos Loridos